# Bogengewicht
Das Bogengewicht ist ein Gewichtsmaß, mit dem Felle oder Häute klassifiziert werden und bestimmte Fellarten, beispielsweise Ziegenfelle, gehandelt werden.
Das Bogengewicht stellt ein Durchschnittsgewicht aus z. B. 100 bzw. 500 Einzelfellen dar. Das Gewicht des Einzelfelles muss nicht mit dem Bogengewicht übereinstimmen. Es ist ein mutmaßliches Gewicht für eine bestimmte Anzahl Felle, wie etwa ungegerbte Kaninfelle. Es gehen zum Beispiel von einer bestimmten Sorte 100 Kanin ohne Pfoten auf 17 bis 18 Kilogramm. Das ist das Bogengewicht.
Vergleiche auch die Redewendung „in Bausch und Bogen“; in der Kaufmannssprache bedeutete dies „vollständig“ oder „ganz und gar“ (im Bausch und Bogen kaufen).